# Eschatologia
Eschatologia (gr. έσχατος [éschatos] = ostateczny, λόγος [lógos] = słowo, nauka) – doktryna dotycząca ostatecznego przeznaczenia świata, ludzkości i człowieka w sposób szczególny związana z judaizmem, chrześcijaństwem i islamem, oraz postawy z zakresu wiary religijnej w sprawy związane ze śmiercią, końcem świata, a w doktrynach chrześcijańskich z paruzją i Sądem Ostatecznym, nieśmiertelnością duszy, problematyką teodycei, erą mesjańską, zmartwychwstaniem umarłych. W poszczególnych religiach ściśle powiązana z historiozofią, koncepcjami czasu i antropologią.

## Etymologia
Termin „eschatologia” został wywiedziony z pracy „Eschatologia sacra” (Systema locorum Theologicorum (1677), EΣXATOΛOΓIA Sacra) XVII-wiecznego luterańskiego teologa Abrahama Calova, w której autor przedstawiał rozważania na temat śmierci, końca świata, zmartwychwstania oraz Sądu Ostatecznego. Calov nie zdefiniował jednak nowego sztucznego pojęcia, nie objaśnia go, a jedynie opisuje eschaton, czyli „koniec”, o którym mówi werset 1. Listu do Koryntian: „Wreszcie nastąpi koniec, gdy [Chrystus] przekaże królowanie Bogu i Ojcu i gdy pokona wszelką Zwierzchność, Władzę i Moc” (1 Kor 15,24). We wcześniejszych rozdziałach Calov wspomina o eschata jako ostatnich dniach ludzkości.
Termin został upowszechniony dopiero w XIX wieku, kiedy zaczęto go powszechnie używać w teologii chrześcijańskiej.

## Tematyka
Eschatologia obejmuje koncepcje:
- końca świata,
- Sądu Ostatecznego,
- różnicowanych form przeniesienia bytu do krainy zmarłych (zaratusztrianizm, judaizm, chrześcijaństwo, islam, walhalla w mitologii nordyckiej[9]),
- pośmiertnej nagrody (raj) lub kary (pojęcie piekła w zaratusztrianizmie, judaizmie, chrześcijaństwie),
- reinkarnacji (np. w hinduizmie).

W teologii katolickiej stanowi część dogmatyki.
Zdaniem religioznawcy prof. Zygmunta Poniatowskiego w obrębie pojęcia można wyłonić:
- eschatologię kosmiczną, czyli religijną koncepcję końca świata z Sądem Ostatecznym, oraz
- eschatologię antropologiczną, obejmującą koncepcje śmierci (tanatologia), bytu po śmierci człowieka oraz teorie funkcjonowania ludzkości w końcowym okresie historii. Eschatologia antropologiczna może być rozpatrywana jako indywidualna i społeczna.

Od strony historycznej eschatologia bazuje na Starym Testamencie, który ukazywał negatywne wydarzenia narodu wybranego jako konsekwencje jego nieposłuszeństw wobec Boga, a powrót do wierności wiązał z odnową moralną i powodzeniem życiowym. Eschatologia Starego Testamentu oparta jest na pojęciu odkupieńczej historii narodu żydowskiego, który był postrzegany jako oś odkupienia ludzkości i świata, a kluczem było przekonanie o nieuchronności sądu po śmierci. Eschatologia chrześcijańska jest ukierunkowana na osobę Jezusa Chrystusa, jako Mesjasza – gwaranta odkupienia. W łonie chrześcijaństwa ujawnił się szereg koncepcji eschatologicznych: mesjanizm, millenaryzm, apokaliptycyzm, ale łączyła je koncepcja
powszechnego zbawienia. Z czasem religioznawcy zastosowali termin eschatologia do analogicznych motywów znanych u ludów pierwotnych i starożytnych cywilizacji.